# 3881 Doumergua
A 3881 Doumergua (ideiglenes jelöléssel 1925 VF) a Naprendszer kisbolygóövében található aszteroida. Benjamin Jekhowsky fedezte fel 1925. november 15-én.